# Willie du Plessis (rugby à XV, 1990)
Pour les articles homonymes, voir Willie du Plessis et Plessis (homonymie).

a Compétitions nationales et continentales officielles uniquement.

b Matchs officiels uniquement.
Dernière mise à jour le 25 avril 2023.
Willem Nicolaas Frederik du Plessis, né le 5 juin 1990 à Pretoria, est un joueur international néerlandais d'origine sud-africaine de rugby à XV qui joue au poste de demi d'ouverture au Stade montois depuis 2021.

## Biographie
Le 16 février 2017, l'Aviron bayonnais annonce avoir trouvé un accord avec Montpellier pour le prêt de son demi d'ouverture au Montpellier HR jusqu'en juin 2017.
Son contrat n'étant pas reconduit, il se retrouve sans club à l'intersaison 2019 et s'entraîne avec le Biarritz olympique. Il signe finalement un contrat avec le club biarrot puis prolonge jusqu'en 2021. Après avoir participé à la remontée du BO en Top 14, il s'engage au Stade montois en 2021.
Il est sélectionné par les Pays-Bas pour les test-matchs de novembre 2022, il joue son premier match contre l'équipe du Canada le 12 novembre mais ils s'inclinent sur le score de 37 à 25.

## Palmarès
- RC Toulon
  - Finaliste du Championnat de France en 2016

- Aviron bayonnais
  - Vainqueur du Championnat de France de 2e division en 2019

- Biarritz olympique
  - Finaliste du Championnat de France de 2e division en 2021

- Stade montois
  - Finaliste du Championnat de France de 2e division en 2022